# Music for the Funeral of Queen Mary

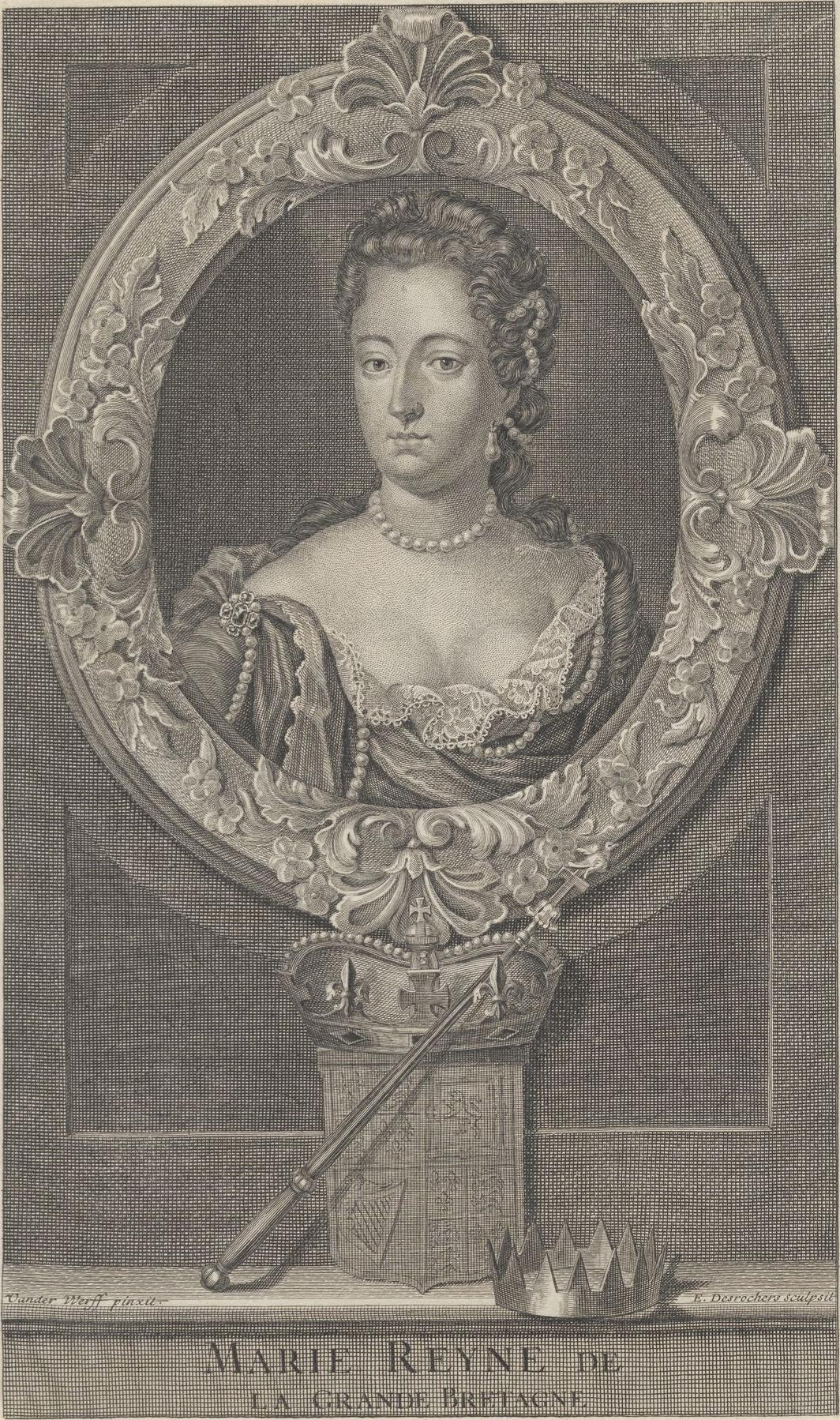
Queen Mary
(Porträt von Étienne Desrochers)

Die Music for the Funeral of Queen Mary (Trauermusik für die Königin Maria) ist eine dreiteilige Trauermusik des englischen Komponisten Henry Purcell aus dem Jahre 1695 und trägt im Zimmerman-Verzeichnis für die Werke Purcells die Nummer 860.
Das anlässlich des Todes der Königin Maria II. von England komponierte Stück besteht aus einem Trauermarsch, drei Funeral Sentences und einer Kanzone. Teile dieser Musik wurden auch anlässlich seines eigenen Todes im November des gleichen Jahres gespielt.

## Musik

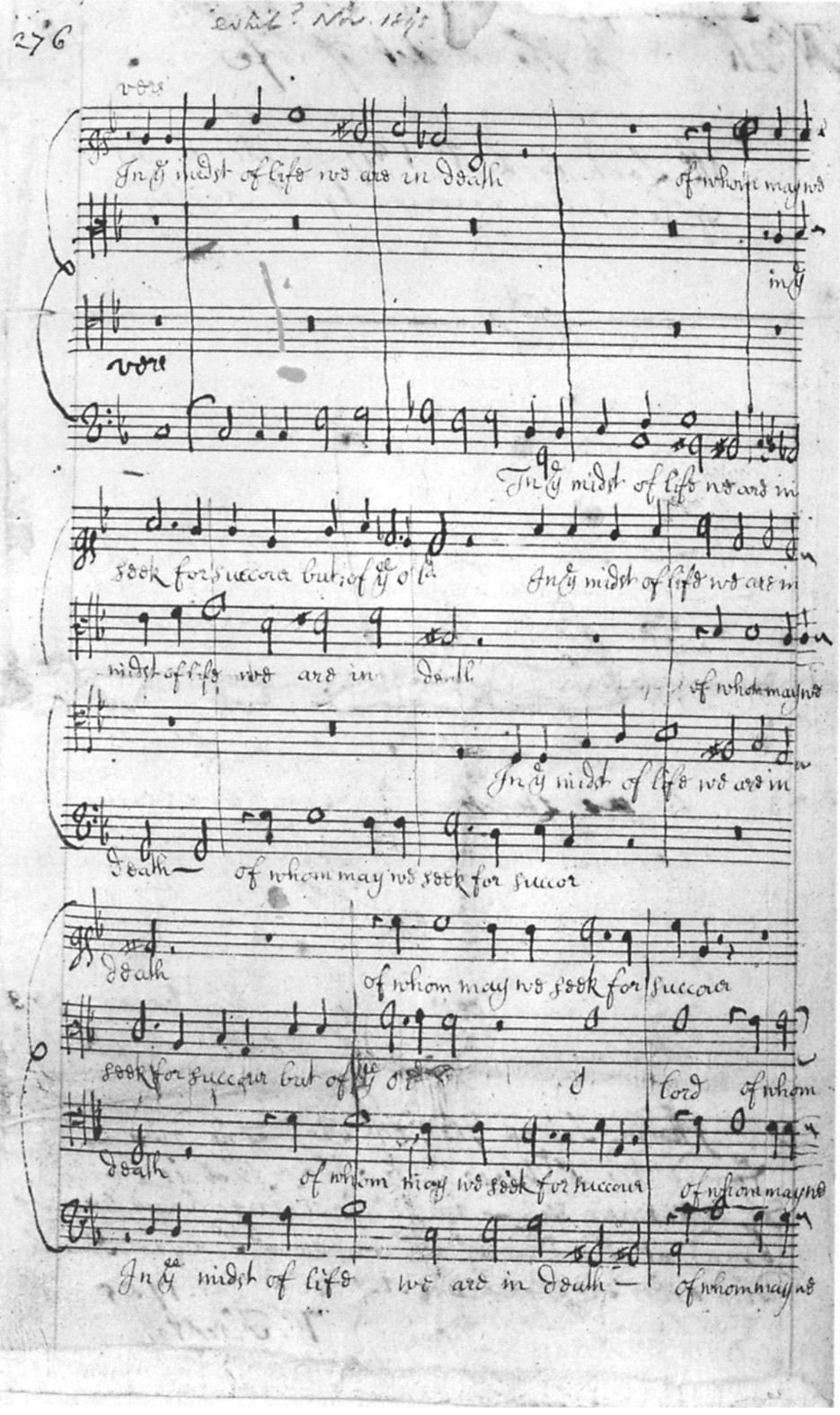
Autograph des Beginns der zweiten Funeral Sentence, British Library

Die erste gedruckte Ausgabe der Funeral Music wurde von William Croft als Anthem for the Funeral of Queen Mary II in seinem Hauptwerk Musica Sacra, Vol. 1, London 1724, veröffentlicht.
Purcell sah für das Werk vier Zugtrompeten, Orgel und vierstimmigen Chor vor. Es gibt aber auch Arrangements und Bearbeitungen, die der ursprünglichen Instrumentierung Posaunen, Pauken oder eine Trommel hinzufügen. Die Tonart ist c-Moll, das Taktmaß ist durchgehend ein langsamer  oder 4/4-Takt. Die Dauer des Stückes beträgt je nach Interpretation zwischen 12 und 15 Minuten.

## Aufbau
In modernen Interpretationen wird das Stück meist in dieser Form gespielt:
1. March
2. »Man that is born«
3. Canzona
4. »In the midst of life«
5. Canzona
6. »Thou knowest, Lord, the secrets of our Hearts«

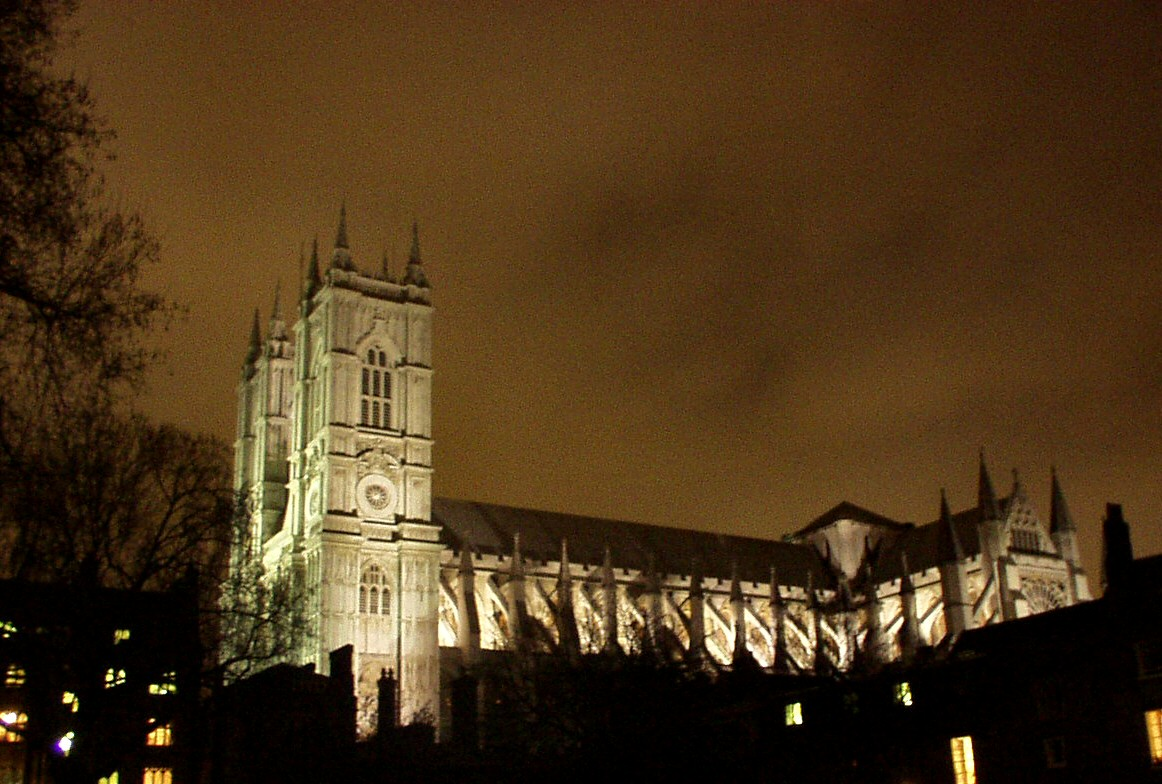
Westminster Abbey,
Ort der Uraufführung
(Vom Dean’s Yard aus, 2003)

7. March

### Trauermarsch
The Queens Funeral March besteht aus 15 Takten, die normalerweise einmal wiederholt werden. Purcell gibt die Anweisung: Sounded before her chariot (Erklingt vor ihrem Leichenwagen).

### Funeral Sentences
Diese Trauersprüche stammen aus dem Book of Common Prayer von 1662. Purcell hatte die Musik hierzu bereits früher komponiert und verwendete sie erneut anlässlich der Trauerfeierlichkeiten für die Königin. Der Chor besteht aus den Stimmen Sopran, Countertenor, Tenor und Bass. Von der Orgel begleitet singt er:
1. Man that is born of a woman

hath but a short time to live,

and is full of misery.

He cometh up, and is cut down like a flower;

he fleeth as it were a shadow,

and ne'er continueth in one stay.

2. In the midst of life we are in death:

of whom may we seek for succour,

but of thee, O Lord,

who for our sins art justly displeased?

Yet, O Lord, O Lord most mighty,

O holy and most merciful Saviour,

deliver us not into the bitter pains

of eternal death.

3. Thou knowest, Lord, the secrets of our hearts;

shut not thy merciful ears unto our pray'rs;

but spare us, Lord most holy, O God most mighty.

O holy and most merciful Saviour,

thou most worthy Judge eternal,

suffer us not, at our last hour,

for any pains of death, to fall from thee. Amen.

### Kanzone
Die instrumentale vierstimmige Canzona ist ein Trompeten-Satz, in schnellerem Tempo als der Trauermarsch. Sie besteht aus zweimal 16 Takten, die je einmal wiederholt werden und bildet den Abschluss der festlichen Musik.

## Diskografie (Auswahl)
- Music for the Funeral of Queen Mary. John Eliot Gardiner, Monteverdi Choir (London). Erato, 1994.
- Music for Queen Mary. King’s College Choir (Cambridge), EMI, 2006.
- Music for Queen Mary. Westminster Abbey Choir (London). Sony, 2007.
- Musica Sacra – Funeral Music for Queen Mary. Choir of Clare College (Cambridge). Brilliant Classics, 2009.

## Adaptionen
- Die amerikanische Komponistin Wendy Carlos adaptierte den Trauermarsch 1972 für den Soundtrack des Films A Clockwork Orange.
- Ein Werk des amerikanischen Komponisten Steven Stucky (geboren 1949) aus dem Jahre 1992 trägt den Titel: Funeral Music for Queen Mary (after Purcell), für Blasorchester[4]